# Никулино (Алексинский район)
Нику́лино — село в Алексинском районе Тульской области России. Входит в муниципальное образование город Алексин со статусом городского округа.

## История
В селе существовал собственный церковный приход, известный с XVII века, с деревянной церковью во имя Знамения Божьей Матери. В 1859 году церковь была отремонтирована помещиком Мосаловым. В 1893 году в селе была открыта школа грамоты.
До революции 1917 года входило в состав Варфоломеевской волости Алексинского уезда. 
В Никулино находится захоронение останков погибших в ВОВ советских бойцов, найденных в ходе поисковых работ 23 мая 2012 года. На месте братской могилы установлен обелиск.

## Население
| 1859 | 1915 | 2002 | 2010 |
| ---- | ---- | ---- | ---- |
| 488  | ↗653 | ↘17  | ↘15  |

## Инфраструктура
Через Никулино проходит автомобильная трасса 70К003 Тула — Алексин.
Планируется газификация села.

## Часовня иконы Божией Матери Знамение
Время возникновения прихода в селе неизвестно. Приход состоял из прихожан села и двух деревень: Пронино и Никулинских выселок, с общим числом прихожан 417 мужского пола и 464 женского. Деревянный храм был построен неизвестно когда и кем. В 1859 году подновлён помещиком Мосоловым. Штат церкви состоял из священника и псаломщика. Имелось церковной земли: усадебной - 1 десятина, полевой и сенокосной - 34 десятины. Для священника имелся приходской дом.
Деревянная «входная» часовня простой архитектуры построена местными жителями в 2000-х на месте разрушенной в 1927 году сельской церкви. Освящена в честь иконы Божией Матери «Знамение».